# Erwin Bohatsch
Erwin Bohatsch (* 8. Oktober 1951 in Mürzzuschlag, Steiermark) ist ein österreichischer Künstler (Malerei, Zeichnungen, Grafik). Er ist einer der wichtigsten Vertreter der österreichischen Interpretation der abstrakten Malerei. Seit den 1980er Jahren finden seine Werke auch internationale Anerkennung.

## Leben
Bohatsch besuchte von 1966 bis 1970 die Kunstgewerbeschule Graz bei Otto Brunner. Von 1971 bis 1976 studierte er an der Akademie der Bildenden Künste in Wien bei Walter Eckert. 1984/85 erhielt er ein DAAD-Stipendium für einen einjährigen Arbeitsaufenthalt in Berlin.
Bohatsch lehrte 1992 an der Internationalen Sommerakademie für Bildende Kunst Salzburg, 1993 an der Internationalen Sommerakademie für Bildende Kunst, Gomera und 1994 bei der Berliner Sommerakademie, Bildende Kunst.
Von 2005 bis 2020 hatte Bohatsch eine Professur für abstrakte Malerei an der Akademie der bildenden Künste Wien inne.

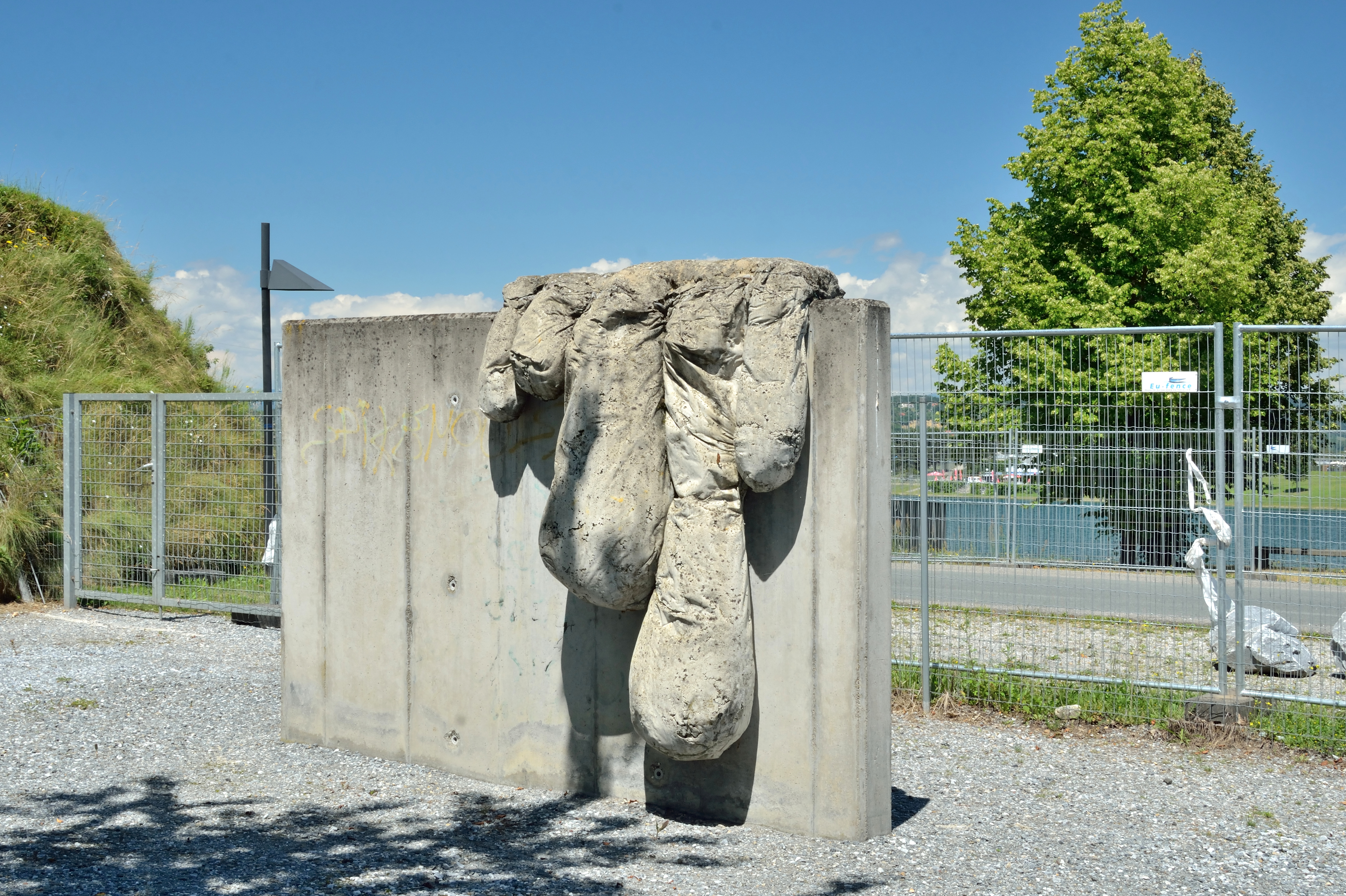
Wand im Österreichischen Skulpturenpark aus dem Jahre 1992

Werke des Künstlers befinden sich unter anderem im Museum Moderner Kunst Stiftung Ludwig (MUMOK) (Wien), Kunsthaus Bregenz, Sammlung Deutsche Bank, Landesmuseum Joanneum (Graz), Sammlung Essl – Kunsthaus (Klosterneuburg), Museum der Moderne Salzburg, BA-CA Kunstforum Wien, Sammlung Ploner (Wien), Volpinum Kunstsammlung (Wien) und Sammlung Liaunig (Neuhaus/Suha).
Der Grafiker Walter Bohatsch und der Schauspieler und Musiker Helmut Bohatsch sind seine Brüder.

## Auszeichnungen
- 1983 Otto-Mauer-Preis
- 1996 Preis der Stadt Wien für Bildende Kunst

## Ausstellungen (Auswahl)
- 1982 Berliner Martin-Gropius-Bau
- 1984 Museum of Modern Art, New York
- 1998 Museo Nacional de Bellas Artes, Buenos Aires und in der Secession Wien
- 1999 MUMOK, Wien
- 2005 Shanghai Art Museum
- 2005 New Art Museum of China, Beijing
- 2006 Museum Küppersmühle, Duisburg
- 2008 Bank Austria, Kunstforum
- 2011 Sammlung Mezzanin, Kunstmuseum Liechtenstein
- 2011 Museum Liaunig, Neuhaus/Suha, Kärnten
- 2016 Albertina (Wien)